# Tetsuro Miura
Tetsuro Miura (三浦 哲郎 Miura Tetsuro?), född 12 april 1956 i Shizuoka prefektur, död 28 april 2018, var en japansk före detta fotbollsspelare och tränare.
Miura har tränat J1 League-klubbar, Nagoya Grampus Eight.